# Választókerület

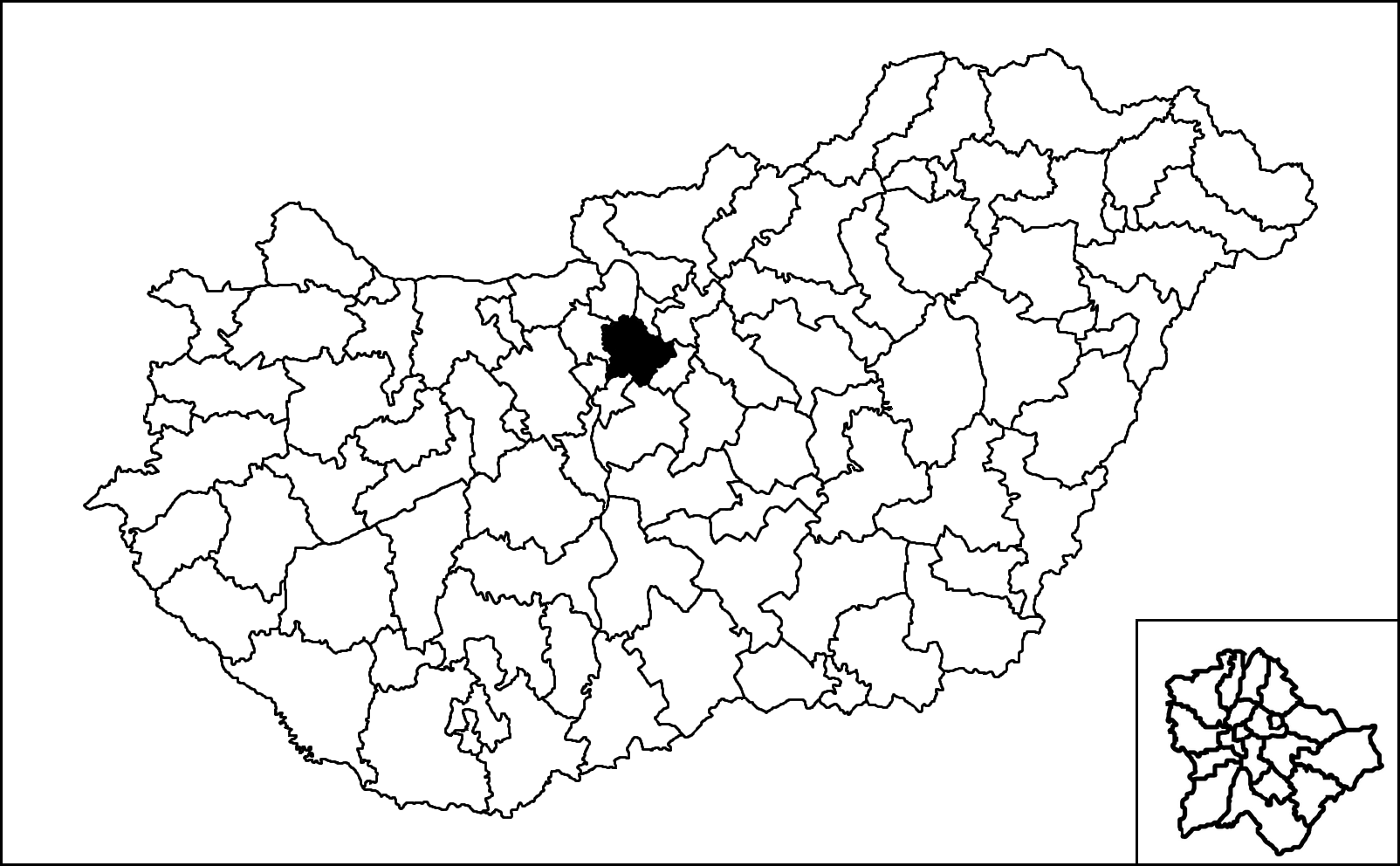
Országos egyéni választókerületek (OEVK) Magyarországon 2011 óta

A választókerület, más néven választási körzet egy olyan közigazgatási egység, amelyet azért hoztak létre, hogy a körzet lakossága képviselő(ke)t válasszon egy (általában törvényhozó) testületbe. Egy országot, tagállamot vagy megyét gyakran több választókerületre bontanak (de nem mindig), és egy választókerületen belül gyakran több szavazókör van.
Egy választókerület lehet egymandátumos vagy többmandátumos, Magyarországon az egymandátumos választókerületekben mindig egyéni jelöltekre lehet szavazni, így ezeket egyéni választókerületnek szokták nevezni. Az egyéni választókerület nem feltétlenül egymandátumos, számos egyéni szavazási rendszert lehet használni több mandátum kiosztására, például a Magyarországon is használt blokkszavazást.
Az egyéni választókerület ellentéte a listás választókerület, amelyben nem egyéni, hanem listás választási rendszert használnak, és ezért általában többmandátumos körzetként alakítják ki. Ilyen többmandátumos körzet Magyarországon az országgyűlési választásokon az országos listás választókerület (amely az egész országot magába foglalta), illetve a korábbi választási rendszerben a területi választókerület (ami a megyével egybeesett). Magyarország egy választókerületként funkcionál az Európai Parlament tagjainak megválasztásakor.

## Fordítás
Ez a szócikk részben vagy egészben  az   Electoral district című angol Wikipédia-szócikk ezen változatának fordításán alapul.  Az eredeti cikk szerkesztőit annak laptörténete sorolja fel. Ez a jelzés csupán a megfogalmazás eredetét és a szerzői jogokat jelzi, nem szolgál a cikkben szereplő információk forrásmegjelöléseként.